# Wilhelm Kleinberg

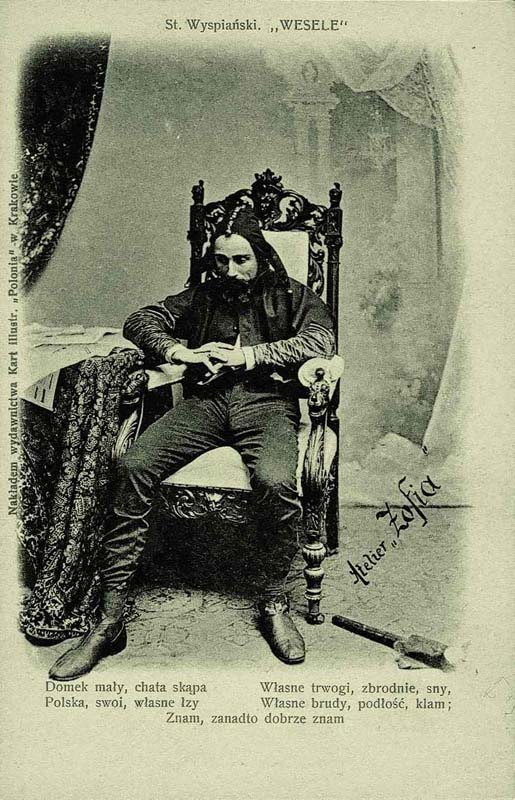
Kazimierz Kamiński jako Stańczyk, pocztówka z reprodukcją fotografii z atelier „Zofia”, przedstawiającej scenę z prapremiery Wesela, 1901

Wilhelm (Wolf) Kleinberg (ur. 27 listopada 1865 w Bronicy, zm. 25 czerwca 1942 w Rabce-Zdroju) – fotograf.
Urodził się w rodzinie żydowskiej jako syn Chai i Ichiela Kleinbergów. Rodzina początkowo prowadziła gospodarstwo rolne, następnie ojciec pracował jako urzędnik w Borysławiu i Drohobyczu. Po 1890 Wilhelm przeniósł się do Krakowa, gdzie co najmniej od 1893 roku wraz z Antonim Larischem prowadził sklep z aparatami i przyborami fotograficznymi przy ul. św. Marka 20. W 1894 roku skład prowadził już samodzielnie, przy ul. Floriańskiej 40. W tym samym roku wydał Krótki podręcznik fotografii dla amatorów. Od 1898 roku sklep mieścił się w Hotelu pod Różą.
Wiadomo, że Kleinberg znał Jana Szczepanika i miał udział w spółce, którą Szczepanik zawiązał z jego krewnym, Ludwikiem Kleinbergiem (1857–1920). Gdy na początku XX wieku Wilhelm Kleinberg rozpoczął działalność jako fotograf, podobno za pośrednictwem Szczepanika otrzymał od Stanisława Wyspiańskiego zlecenie na wykonanie zdjęć z prapremiery Wesela w 1901 roku. Seria tych fotografii została wydana w formie pocztówek, a sygnowane są przez prowadzone przez niego atelier „Zofia”, które następnie (nie później niż od 1905 roku) działało pod nazwą „Kamera”. Początkowo mieściło się przy ul. Dominikańskiej 3, a w 1902 roku przeniesione zostało na ul. św. Gertrudy 23, do parterowego pawilonu w ogrodzie księży misjonarzy, naprzeciw Wawelu i Hotelu Royal. Zakład „Kamera” wykonywał przede wszystkim fotografie portretowe, specjalizując się w zdjęciach dzieci. Nic nie wskazuje natomiast, by Kleinberg wykonywał zdjęcia Krakowa, a przypisywanie mu serii widoków miasta, wydanych przez firmy: Römmler & Jonas oraz Diezel & Langer, nie ma uzasadnienia. Zakład Kleinberga działał zapewne do roku 1919, a sam pawilon przestał istnieć w 1929 roku.

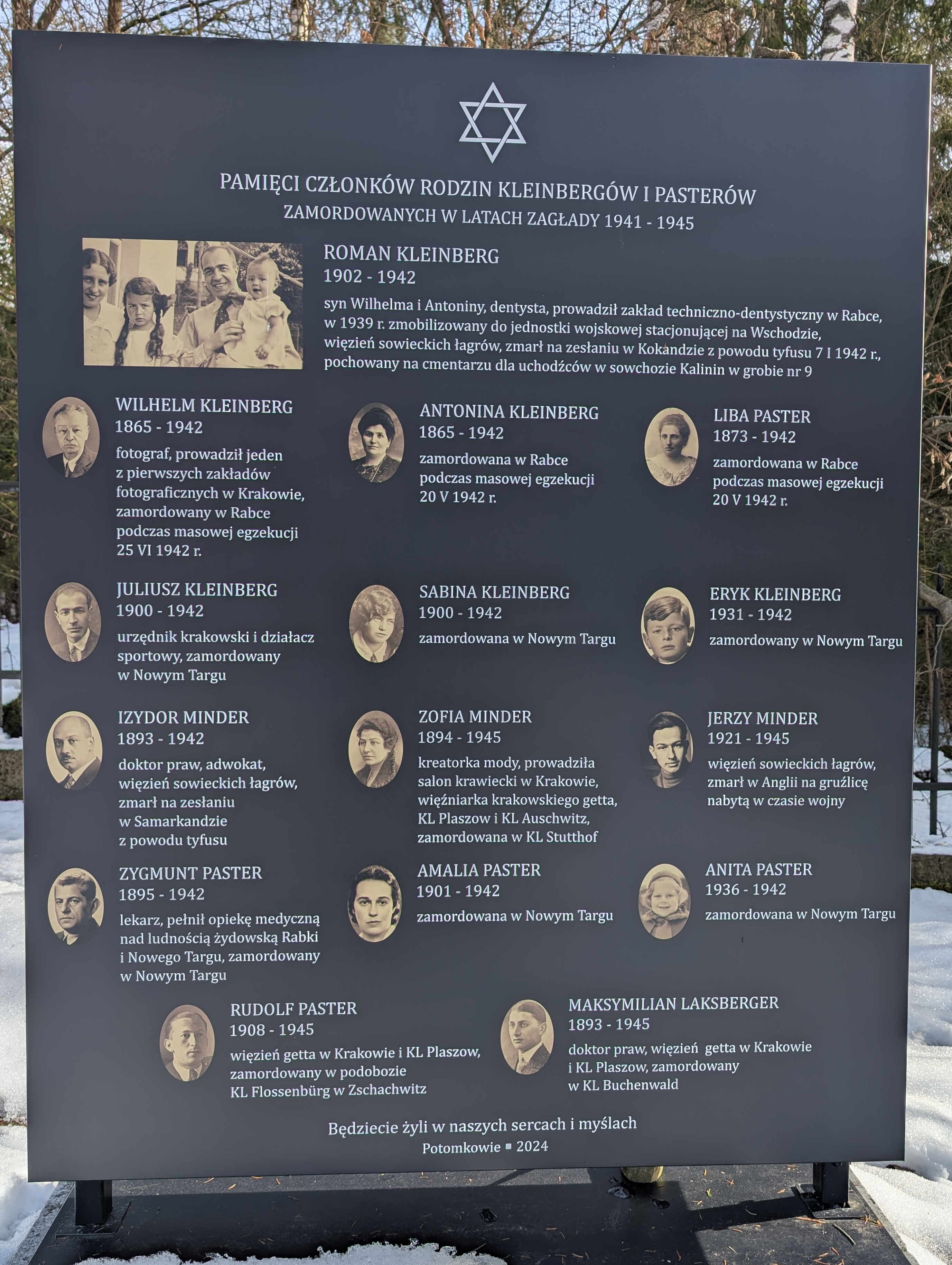
Tablica ku pamięci członków rodzin Kleinbergów i Pasterów zamordowanych w latach zagłady 1941 - 1945

Wilhelm Kleinberg 15 sierpnia 1894 roku ożenił się z Toni (Antoniną) Kirschner (ur. 1867), z którą doczekał się sześciorga dzieci. W 1941 roku Kleinbergowie przenieśli się do Rabki, gdzie Antonina została zamordowana 20 maja 1942 roku, a Wilhelm został rozstrzelany 25 czerwca tego samego roku w Rabce-Zdrój.